# Gnaptor
Gnaptor (лат.) — род жесткокрылых из семейства чернотелок подсемейства Tenebrioninae трибы Blaptini.

## Описание
Четвёртый-шестой членики усиков поперечные. Переднеспинка сильно поперечная, с сильно закруглёнными боками. На передних голенях самца кроме большой сохраняется и маленькая шпора. Бёдра простые, подошвы лапок в коротких тёмных шипиках.

## Систематика
В составе рода четыре вида:
- Подрод Gnaptor  Brullé 1832
  - Gnaptor boryi Laporte, 1840 — эндемик Греции
  - Gnaptor medvedevi Chigray, Nabozhenko et Keskin, 2015
  - Gnaptor spinimanus (Pallas, 1781)
- Подрод Plesiognaptor Chigray, Nabozhenko et Keskin, 2015
  - Gnaptor prolixus Fairmaire, 1866

## Распространение
Встречается Европе (на север до Австрии, Словении), Турции и Иране.